# Вьяпури, Барлен
Барлен Вьяпури (англ. Barlen Vyapoory; род. 1945) — государственный и политический деятель Маврикия.

## Биография
Барлен Вьяпури работал верховным комиссаром Маврикия в Южно-Африканской Республике. Является членом Боевого социалистического движения Маврикия. 29 марта 2016 года занял должность вице-президента страны. Под угрозой импичмента президент Маврикия Амина Гуриб-Факим подала в отставку и вице-президент Барлен Вьяпури 23 марта 2018 года был назначен исполняющим обязанности президента страны.